# Liolaemus nigromaculatus
Liolaemus nigromaculatus е вид влечуго от семейство Iguanidae.

## Разпространение
Видът е разпространен в Чили (Антофагаста, Атакама, Валпараисо и Кокимбо).